# Kloster Schlehdorf

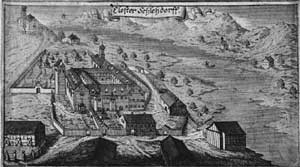
Gravura da abadia no "Churbaierischen Atlas" de Anton Wilhelm Ertl, 1687

A abadia de Schlehdorf (Kloster Schlehdorf em alemão), originalmente um monastério da Ordem Beneditina e posteriormente um monastério dos Agostinianos, é presentemente um convento das Irmãs Dominicanas de King William's Town.
Está localizado em Schlehdorf, à direita da borda setentrional dos Alpes Bávaros no Kochelsee, ao sul de Munique, e é administrado por 60 freiras dominicanas. No terreno da abadia, há uma casa de hóspedes, uma loja e uma escola secundária para meninas (Realschule) da diocese de Munique e Freising.

## História
A abadia, dedicada aos santos Dionísio e Tertuliano, foi fundada em torno de 740 pela vizinha abadia de Benediktbeuern. Em 769, foi repovoada por monges da abandonada abadia de Scharnitz. O primeiro abade, Atto, trouxe com ele as relíquias de São Tertuliano. O edifício permaneceu como um monastério beneditino até o século IX, depois do qual não se ouviu falar mais dele; presumivelmente foi destruído durante as invasões húngaras.
A partir de 1140, foi reassentado como sede dos Agostinianos. Em 1803, perdeu seu uso religioso durante a secularização da Baviera, e vendido.
Desde 1904, Schlehdorf pertence às freiras Missionárias Dominicanas de King William's Town. Tornou-se sede da Província Alemã da Ordem desde 1960.